# Mestský štadión Lipany
Mestský štadión Lipany – wielofunkcyjny stadion w Lipanach, na Słowacji. Został otwarty w 1935 roku. Może pomieścić 5000 widzów. Swoje spotkania rozgrywają na nim piłkarze klubu ŠK Odeva Lipany.